# Leonardo Fornaroli

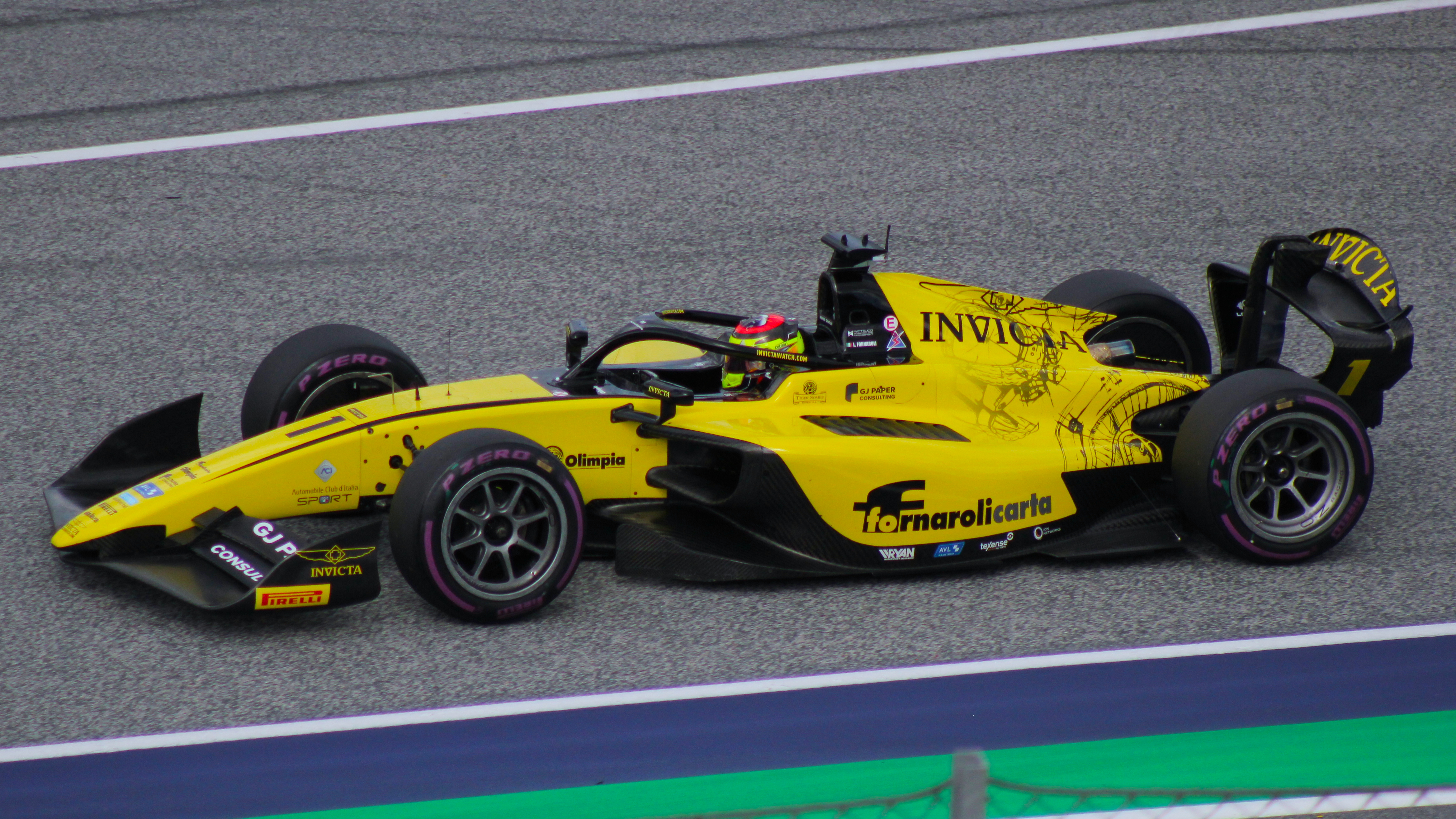
Leonardo Fornaroli beim Formel-2-Rennen in Spielberg, 2025

Leonardo Fornaroli (* 3. Dezember 2004) ist ein italienischer Automobilrennfahrer. Er ist Sieger der FIA-Formel-3-Meisterschaft 2024 und tritt aktuell in der Formel 2 für Invicta Racing an.

## Karriere

### Kartsport
Fornaroli begann seine Karriere im Kartsport und nahm an verschiedenen nationalen Kartwettbewerben teil. 2018 beendete er die italienische Kart-Meisterschaft auf dem dritten Platz und gab in der europäischen WSK Super Master Series sein Debüt. Im Folgejahr holte er im Trofeo Andrea Margutti den dritten Platz und fuhr weitere Rennen in verschiedenen Rennserien.

### Erste Formelrennen

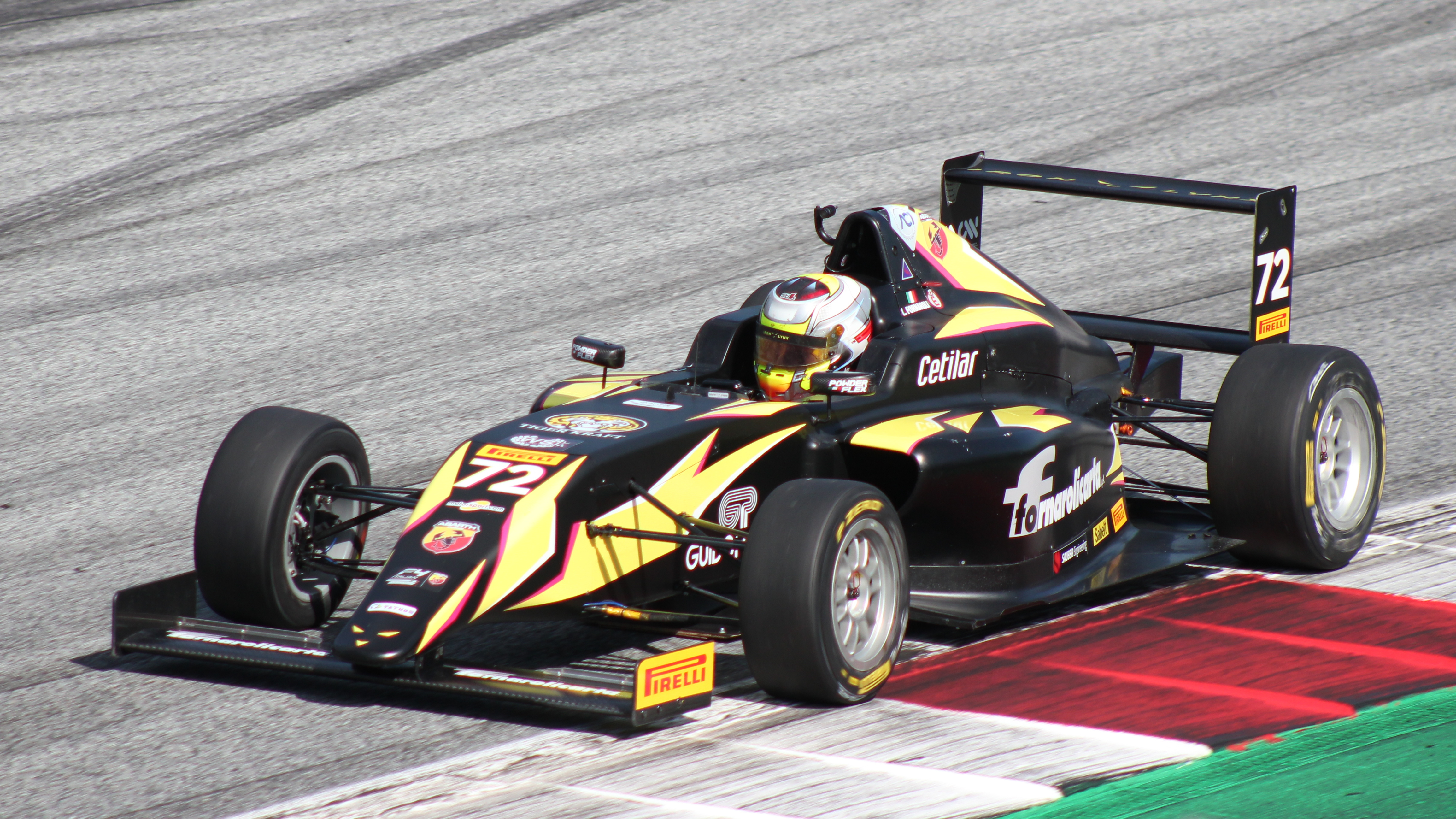
Fornaroli beim Formel-4-Rennen in Spielberg 2021

Nachdem Fornaroli bereits erste Testfahrten in einem Formel-4-Wagen absolviert hatte, erhielt er 2020 einen Sitz bei Iron Lynx in der italienischen Formel-4-Meisterschaft. Bereits beim Debütrennen in Misano fuhr er mit einem vierten Platz in die Punkte und holte über die Saison insgesamt acht Top-5-Platzierungen, wobei seine Beste ein Podium in Monza war. Letztendlich wurde Fornaroli in der Fahrerwertung mit 108 Punkten Neunter und nahm, dank seiner guten Resultate, an den vom Automobile Club d'Italia organisierten Supercorso Federale teil.
In der Folgesaison blieb Fornaroli bei Iron Lynx in der italienischen Formel-4-Meisterschaft und startete als Teamkollege von Maya Weug. Nach drei Punktplatzierungen bei den ersten Saisonrennen in Le Castellet, wurde das zweite Rennwochenende in Misano zu seinem Erfolgreichsten in der Rennserie, da er einen Sieg, einen zweiten Platz und einen dritten Platz holte. Trotz weiterer Podien in Monza, Spielberg und Mugello fiel er in der Fahrerwertung bis auf den fünften Platz zurück. Nebenbei war Fornaroli auch als Gastfahrer in der deutschen Formel-4-Meisterschaft aktiv.
Zur Saison 2022 wechselte Fornaroli in die Formel Regional, wo er zuerst im Formula Regional Asian Championship für Hitech Grand Prix neun Rennen bestritt, bevor nach Europa zurückkehrte. Im Formula Regional European Championship absolvierte er die komplette Saison für Trident Motorsport und schaffte es in 15 der 20 Rennen Punkte zu holen. Sein bestes Ergebnis blieb dabei ein vierter Platz in Ungarn.

### Formel 3
Bereits 2022 nahm Fornaroli, zusammen mit Oliver Goethe und Gabriel Bortoleto, an ersten Formel-3-Tests teil und wurde wenige Monate später als Fahrer für Trident in der FIA-Formel-3-Meisterschaft vorgestellt. Im Verlauf der Saison gelang ihm ein dritter Platz in Barcelona, sowie zwei zweite Plätze in Monaco und Silverstone, womit er letztendlich Elfter in der Fahrerwertung wurde.

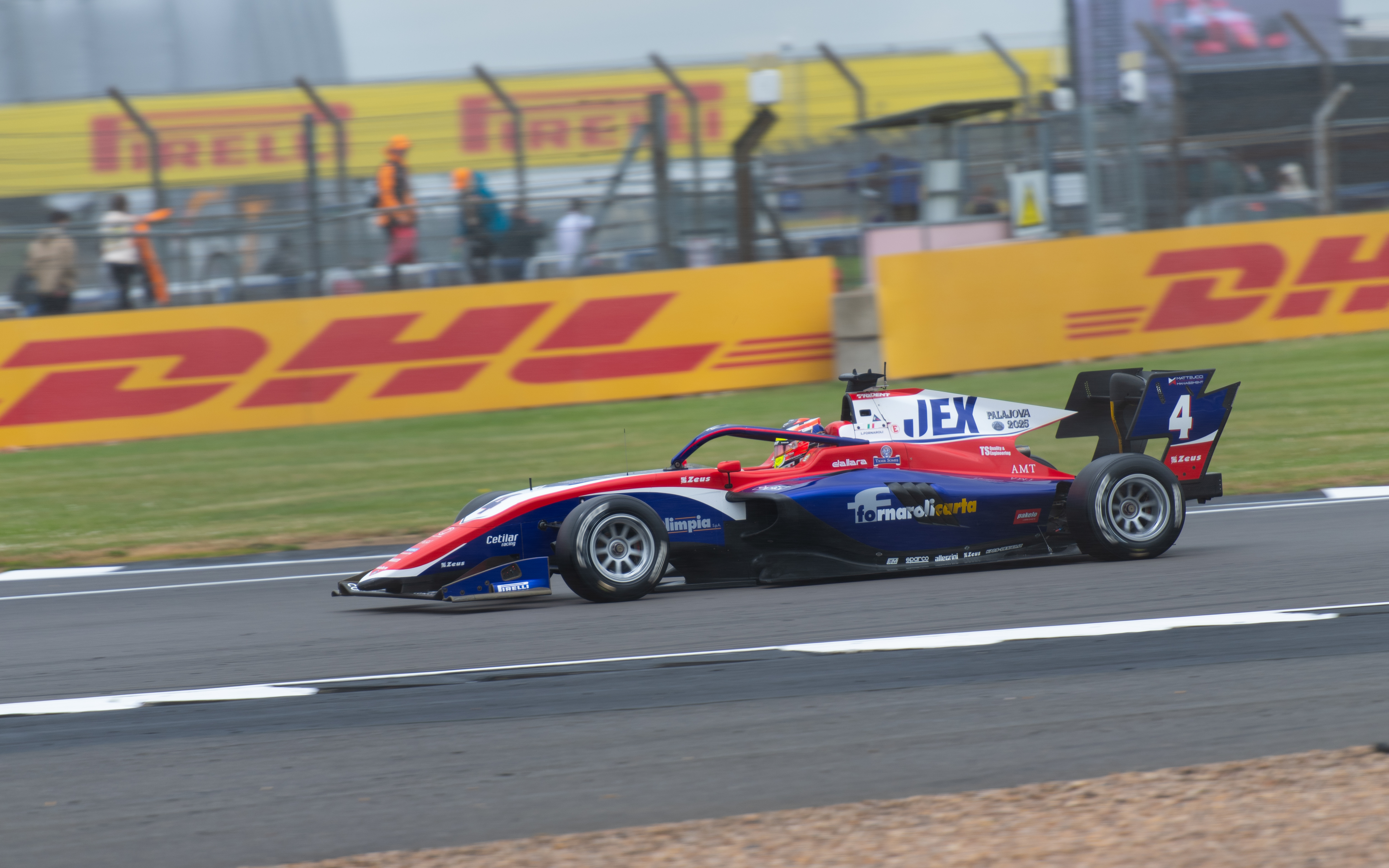
Fornaroli beim Rennen der Formel 3 in Silverstone 2024

Für die Saison 2024 wurde sein Vertrag bei Trident verlängert und Fornaroli startete mit einem Podium in Bahrain in die Saison. Trotz einer Pole-Position beim darauffolgenden Rennwochenende in Melbourne gelang es ihm jedoch nicht seinen ersten Sieg zu holen und wurde lediglich Zweiter. Im Verlauf der nächsten Rennen holte Fornaroli regelmäßig Punkte, sowie weitere Podien in Spanien, Ungarn und Belgien. Dank der guten Ergebnisse ging er als Titelfavorit in das letzte Rennwochenende in Monza und führte die Fahrerwertung vor Gabriele Minì an. Trotz der Pole-Position beim Samstagsrennen blieb der Titel unentschieden und wurde dementsprechend am Sonntagsrennen ausgefahren. Fornaroli verlor bei diesem bereits in der ersten Runde die Führung an Alex Dunne und lag nach einigen Runden auf dem vierten Platz, zwei Plätze hinter Minì, was für diesen den Titel bedeutet hätte. Fornaroli überholte jedoch in der letzten Runde den drittplatizierten Christian Mansell und wurde somit zum Sieger der Formel-3-Meisterschaft 2024. Bemerkenswert war dabei, dass er der erste Fahrer war, dem dies gelang, ohne ein Rennen zu gewinnen. Minì wurde nachträglich disqualifiziert.

### Formel 2
Fornaroli gab bei den letzten beiden Rennen der Formel-2-Meisterschaft 2024 als Ersatz für Zane Maloney sein Debüt für Rodin Motorsport. Zur Saison 2025 geht er für Invicta Racing in der Rennserie an den Start.

## Statistik

### Karrierestationen
- 2020: Italienische Formel 4 (Platz 9)
- 2021: Italienische Formel 4 (Platz 5)
- 2022: Formula Regional Asian Championship (Platz 17)
- 2022: Formula Regional European Championship (Platz 8)
- 2023: Formel 3 (PLatz 11)
- 2024: Formel 3 (Meister)
- 2025: Formel 2

### Einzelergebnisse in der italienischen Formel-4-Meisterschaft
| Jahr | Team      | 1   | 2   | 3   | 4    | 5    | 6    | 7   | 8   | 9   | 10  | 11  | 12  | 13  | 14  | 15  | 16   | 17   | 18   | 19  | 20  | 21  | Pos | Punkte |
| ---- | --------- | --- | --- | --- | ---- | ---- | ---- | --- | --- | --- | --- | --- | --- | --- | --- | --- | ---- | ---- | ---- | --- | --- | --- | --- | ------ |
| 2020 | Iron Lynx | MIS | MIS | MIS | IMO1 | IMO1 | IMO1 | RBR | RBR | RBR | MUG | MUG | MUG | MNZ | MNZ | MNZ | IMO2 | IMO2 | IMO2 | VLL | VLL | VLL | 9.  | 108    |
| 2020 | Iron Lynx | 4   | 15  | 9   | 17   | 17   | 5    | 13  | 26  | 10  | 5   | 12  | 14  | 4   | 4   | 3   | 4    | 5    | 6    | 8   | C   | 16  | 9.  | 108    |
| 2021 | Iron Lynx | LEC | LEC | LEC | MIS  | MIS  | MIS  | VLL | VLL | VLL | IMO | IMO | IMO | RBR | RBR | RBR | MUG  | MUG  | MUG  | MNZ | MNZ | MNZ | 5.  | 180    |
| 2021 | Iron Lynx | 7   | 8   | 4   | 1    | 3    | 2    | 10  | 8   | 8   | DNF | 2   | 2   | 6   | 2   | 7   | DNF  | 8    | 2    | 9   | DNF | DNS | 5.  | 180    |

| Legende  | Legende            | Legende                                                          |
| Farbe    | Abkürzung          | Bedeutung                                                        |
| -------- | ------------------ | ---------------------------------------------------------------- |
| Gold     | –                  | Sieg                                                             |
| Silber   | –                  | 2. Platz                                                         |
| Bronze   | –                  | 3. Platz                                                         |
| Grün     | –                  | Platzierung in den Punkten                                       |
| Blau     | –                  | Klassifiziert außerhalb der Punkteränge                          |
| Violett  | DNF                | Rennen nicht beendet (did not finish)                            |
| Violett  | NC                 | nicht klassifiziert (not classified)                             |
| Rot      | DNQ                | nicht qualifiziert (did not qualify)                             |
| Rot      | DNPQ               | in Vorqualifikation gescheitert (did not pre-qualify)            |
| Schwarz  | DSQ                | disqualifiziert (disqualified)                                   |
| Weiß     | DNS                | nicht am Start (did not start)                                   |
| Weiß     | WD                 | zurückgezogen (withdrawn)                                        |
| Hellblau | PO                 | nur am Training teilgenommen (practiced only)                    |
| Hellblau | TD                 | Freitags-Testfahrer (test driver)                                |
| ohne     | DNP                | nicht am Training teilgenommen (did not practice)                |
| ohne     | INJ                | verletzt oder krank (injured)                                    |
| ohne     | EX                 | ausgeschlossen (excluded)                                        |
| ohne     | DNA                | nicht erschienen (did not arrive)                                |
| ohne     | C                  | Rennen abgesagt (cancelled)                                      |
| ohne     | keine WM-Teilnahme |                                                                  |
| sonstige | P/fett             | Pole-Position                                                    |
| sonstige | 1/2/3/4/5/6/7/8    | Punktplatzierung im Sprint-/Qualifikationsrennen                 |
| sonstige | SR/kursiv          | Schnellste Rennrunde                                             |
| sonstige | *                  | nicht im Ziel, aufgrund der zurückgelegten Distanz aber gewertet |
| sonstige | ()                 | Streichresultate                                                 |
| sonstige | unterstrichen      | Führender in der Gesamtwertung                                   |

### Einzelergebnisse in der deutschen Formel-4-Meisterschaft
| Jahr | Team                  | 1   | 2   | 3   | 4   | 5   | 6   | 7    | 8    | 9    | 10  | 11  | 12  | 13   | 14   | 15   | 16   | 17   | 18   | 19  | 20  | 21  | Pos | Punkte |
| ---- | --------------------- | --- | --- | --- | --- | --- | --- | ---- | ---- | ---- | --- | --- | --- | ---- | ---- | ---- | ---- | ---- | ---- | --- | --- | --- | --- | ------ |
| 2020 | Iron Lynx             | LAU | LAU | LAU | NÜ1 | NÜ1 | NÜ1 | HOC  | HOC  | HOC  | NÜ2 | NÜ2 | NÜ2 | RBR  | RBR  | RBR  | LAU2 | LAU2 | LAU2 | OSC | OSC | OSC | NC  | 0      |
| 2020 | Iron Lynx             |     |     |     |     |     |     | 11   | 13   | 12   |     |     |     |      |      |      |      |      |      |     |     |     | NC  | 0      |
| 2021 | Van Amersfoort Racing | RBR | RBR | RBR | ZAN | ZAN | ZAN | HOC1 | HOC1 | HOC1 | SAC | SAC | SAC | HOC2 | HOC2 | HOC2 | NÜR  | NÜR  | NÜR  |     |     |     | NC  | 0      |
| 2021 | Van Amersfoort Racing | 5   | 3   | 11  | DNF | 13  |     |      |      |      |     |     |     |      |      |      |      |      |      |     |     |     | NC  | 0      |

| Legende  | Legende            | Legende                                                          |
| Farbe    | Abkürzung          | Bedeutung                                                        |
| -------- | ------------------ | ---------------------------------------------------------------- |
| Gold     | –                  | Sieg                                                             |
| Silber   | –                  | 2. Platz                                                         |
| Bronze   | –                  | 3. Platz                                                         |
| Grün     | –                  | Platzierung in den Punkten                                       |
| Blau     | –                  | Klassifiziert außerhalb der Punkteränge                          |
| Violett  | DNF                | Rennen nicht beendet (did not finish)                            |
| Violett  | NC                 | nicht klassifiziert (not classified)                             |
| Rot      | DNQ                | nicht qualifiziert (did not qualify)                             |
| Rot      | DNPQ               | in Vorqualifikation gescheitert (did not pre-qualify)            |
| Schwarz  | DSQ                | disqualifiziert (disqualified)                                   |
| Weiß     | DNS                | nicht am Start (did not start)                                   |
| Weiß     | WD                 | zurückgezogen (withdrawn)                                        |
| Hellblau | PO                 | nur am Training teilgenommen (practiced only)                    |
| Hellblau | TD                 | Freitags-Testfahrer (test driver)                                |
| ohne     | DNP                | nicht am Training teilgenommen (did not practice)                |
| ohne     | INJ                | verletzt oder krank (injured)                                    |
| ohne     | EX                 | ausgeschlossen (excluded)                                        |
| ohne     | DNA                | nicht erschienen (did not arrive)                                |
| ohne     | C                  | Rennen abgesagt (cancelled)                                      |
| ohne     | keine WM-Teilnahme |                                                                  |
| sonstige | P/fett             | Pole-Position                                                    |
| sonstige | 1/2/3/4/5/6/7/8    | Punktplatzierung im Sprint-/Qualifikationsrennen                 |
| sonstige | SR/kursiv          | Schnellste Rennrunde                                             |
| sonstige | *                  | nicht im Ziel, aufgrund der zurückgelegten Distanz aber gewertet |
| sonstige | ()                 | Streichresultate                                                 |
| sonstige | unterstrichen      | Führender in der Gesamtwertung                                   |

### Einzelergebnisse in der Formula Regional European Championship
| Jahr | Team    | 1   | 2   | 3   | 4   | 5   | 6   | 7   | 8   | 9   | 10  | 11  | 12  | 13  | 14  | 15  | 16  | 17  | 18  | 19  | 20  | Punkte | Rang |
| ---- | ------- | --- | --- | --- | --- | --- | --- | --- | --- | --- | --- | --- | --- | --- | --- | --- | --- | --- | --- | --- | --- | ------ | ---- |
| 2022 | Trident | MNZ | MNZ | IMO | IMO | MON | MON | LEC | LEC | ZAN | ZAN | HUN | HUN | SPA | SPA | RBR | RBR | CAT | CAT | MUG | MUG | 83     | 8.   |
| 2022 | Trident | 10  | 15  | 8   | 8   | 9   | 12  | 20  | 23  | 8   | 5   | 4   | 5   | 6   | 8   | 19  | 10  | 9   | 8   | 5   | 8   | 83     | 8.   |

| Legende  | Legende            | Legende                                                          |
| Farbe    | Abkürzung          | Bedeutung                                                        |
| -------- | ------------------ | ---------------------------------------------------------------- |
| Gold     | –                  | Sieg                                                             |
| Silber   | –                  | 2. Platz                                                         |
| Bronze   | –                  | 3. Platz                                                         |
| Grün     | –                  | Platzierung in den Punkten                                       |
| Blau     | –                  | Klassifiziert außerhalb der Punkteränge                          |
| Violett  | DNF                | Rennen nicht beendet (did not finish)                            |
| Violett  | NC                 | nicht klassifiziert (not classified)                             |
| Rot      | DNQ                | nicht qualifiziert (did not qualify)                             |
| Rot      | DNPQ               | in Vorqualifikation gescheitert (did not pre-qualify)            |
| Schwarz  | DSQ                | disqualifiziert (disqualified)                                   |
| Weiß     | DNS                | nicht am Start (did not start)                                   |
| Weiß     | WD                 | zurückgezogen (withdrawn)                                        |
| Hellblau | PO                 | nur am Training teilgenommen (practiced only)                    |
| Hellblau | TD                 | Freitags-Testfahrer (test driver)                                |
| ohne     | DNP                | nicht am Training teilgenommen (did not practice)                |
| ohne     | INJ                | verletzt oder krank (injured)                                    |
| ohne     | EX                 | ausgeschlossen (excluded)                                        |
| ohne     | DNA                | nicht erschienen (did not arrive)                                |
| ohne     | C                  | Rennen abgesagt (cancelled)                                      |
| ohne     | keine WM-Teilnahme |                                                                  |
| sonstige | P/fett             | Pole-Position                                                    |
| sonstige | 1/2/3/4/5/6/7/8    | Punktplatzierung im Sprint-/Qualifikationsrennen                 |
| sonstige | SR/kursiv          | Schnellste Rennrunde                                             |
| sonstige | *                  | nicht im Ziel, aufgrund der zurückgelegten Distanz aber gewertet |
| sonstige | ()                 | Streichresultate                                                 |
| sonstige | unterstrichen      | Führender in der Gesamtwertung                                   |

### FIA-Formel-3-Meisterschaft
| Jahr | Team           | 1   | 2   | 3   | 4   | 5   | 6   | 7   | 8   | 9   | 10  | 11  | 12  | 13  | 14  | 15  | 16  | 17  | 18  | 19  | 20  | Pos | Punkte |
| ---- | -------------- | --- | --- | --- | --- | --- | --- | --- | --- | --- | --- | --- | --- | --- | --- | --- | --- | --- | --- | --- | --- | --- | ------ |
| 2023 | Trident Racing | BHR | BHR | AUS | AUS | IT1 | IT1 | MCO | MCO | ESP | ESP | AUT | AUT | GBR | GBR | HUN | HUN | BEL | BEL | IT2 | IT2 | 69  | 11.    |
| 2023 | Trident Racing | 8   | 27  | 7   | 4   | C   | C   | 2   | 24  | 3   | NC  | 15  | 10  | 7   | 2   | 13  | 9   | 9   | 14  | 8   | 15  | 69  | 11.    |
| 2024 | Trident Racing | BHR | BHR | AUS | AUS | IT1 | IT1 | MCO | MCO | ESP | ESP | AUT | AUT | GBR | GBR | HUN | HUN | BEL | BEL | IT2 | IT2 | 153 | 1.     |
| 2024 | Trident Racing | 3   | 7   | 9   | 2   | 11  | 3   | 9   | 5   | 7   | 3   | 12  | 9   | 10  | 7   | 7   | 3   | 9   | 3   | 8   | 2   | 153 | 1.     |

### FIA-Formel-2-Meisterschaft
| Jahr | Team             | 1   | 2   | 3   | 4   | 5   | 6   | 7   | 8   | 9   | 10  | 11  | 12  | 13  | 14  | 15  | 16  | 17  | 18  | 19  | 20  | 21  | 22  | 23  | 24  | 25  | 26  | 27  | 28  | Pos | Punkte |
| ---- | ---------------- | --- | --- | --- | --- | --- | --- | --- | --- | --- | --- | --- | --- | --- | --- | --- | --- | --- | --- | --- | --- | --- | --- | --- | --- | --- | --- | --- | --- | --- | ------ |
| 2024 | Rodin Motorsport | BHR | BHR | KSA | KSA | AUS | AUS | IT1 | IT1 | MCO | MCO | ESP | ESP | AUT | AUT | GBR | GBR | HUN | HUN | BEL | BEL | IT2 | IT2 | ASE | ASE | QAT | QAT | UAE | UAE | 29. | 0      |
| 2024 | Rodin Motorsport |     |     |     |     |     |     |     |     |     |     |     |     |     |     |     |     |     |     |     |     |     |     |     |     |     |     | 10  | 13  | 29. | 0      |
| 2025 | Invicta Racing   | AUS | AUS | BHR | BHR | KSA | KSA | IT1 | IT1 | MCO | MCO | ESP | ESP | AUT | AUT | GBR | GBR | BEL | BEL | HUN | HUN | IT2 | IT2 | ASE | ASE | QAT | QAT | UAE | UAE | 1.  | 125    |
| 2025 | Invicta Racing   | 2   | C   | 8   | 3   | 7   | 4   | 7   | 5   | 7   | 2   | 7   | 21  | 16  | 2   | 1   | 6   | 1   | 5   |     |     |     |     |     |     |     |     |     |     | 1.  | 125    |